# ニコライ・シャクレイン

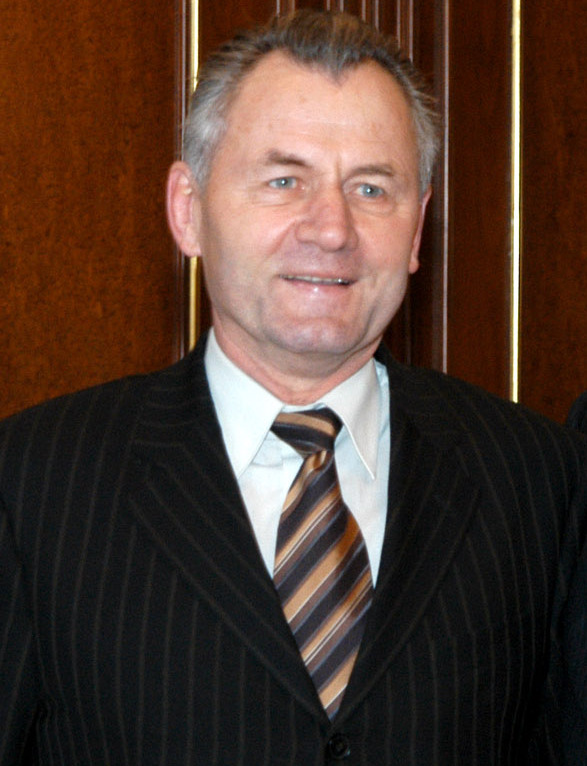
ニコライ・シャクレイン

ニコライ・イワノヴィチ・シャクレイン（ロシア語: Николай Иванович Шаклеин、Nikolai Ivanovich Shaklein、1943年12月20日 - 2023年5月16日）は、ロシアの検察官、政治家。キーロフ州知事（第3代、2004-2009年）、連邦上下院議員などを歴任した。キーロフ州コルシュニハ出身。

## 来歴
1943年12月20日、キーロフ州キロヴォ・チェペツク地区コルシュニハ村生まれ。1973年にペルミ州立大学を卒業し、1986年5月よりキーロフ州検察官。1990年から1993年11月までロシア連邦検事次長を務めた。
1999年12月19日に国家院（下院）議員に選出され、2003年12月21日にキーロフ州知事に当選。2004年から2009年まで州知事を務め、その後は2011年まで連邦院（上院）議員を務めた。
以降は政界から離れ2012年からはモスクワ国立法科大学ヴォルガ・ヴィャトカ研究所所長、2019年より大学学長。2023年5月16日、79歳で死去した。

## 人物
- 既婚で息子が1人いる[1]。
- 趣味は狩猟、スキー、演劇、さまざまな音楽の鑑賞[1]。